# 米爾福德鎮區 (堪薩斯州吉里縣)
米爾福德鎮區（英語：Milford Township）為美國堪薩斯州吉里縣轄下的鎮區。2010年美国人口普查中此鎮區人口有1,669人。

## 地理
米爾福德鎮區涵蓋總面積為128.5平方（49.60平方英里），其中陸地面積為102.4平方（39.53平方英里），水域面積為26.1平方（10.07平方英里）或20.30%。海拔高度349（1,145英尺）。

## 人口統計
根據2010年美國人口普查，米爾福德鎮區人口有1,669人，其中男性有849人，女性有820人，人口密度為每平方公里13.00人，住房計730戶。鎮區內的白人有1,398人，非裔美國人有112人，美洲原住民有9人，亞裔美國人有29人，太平洋島裔美國人有2人，其他種族有28人，混血種族則有91人。此外鎮區內有106人為西班牙裔或拉丁裔美國人。此鎮區之年齡中位數為41.0歲，而男性年齡中位數為41.6歲，女性年齡中位數為40.3歲。

## 交通

### 主要公路
- 77號美國國道
- 57號堪薩斯州州道
- 82號堪薩斯州州道